# 诺伊恩多夫 (莱茵兰-普法尔茨州)
诺伊恩多夫是德国莱茵兰-普法尔茨州的一个市镇。总面积5.71平方公里，总人口95人，其中男性50人，女性45人（2011年12月31日），人口密度17人/平方公里。